# Walter Gotell
Walter Gotell, né le 15 mars 1924 à Bonn, (État libre de Prusse), et mort le 5 mai 1997 à Londres, (Angleterre), des suites d'un cancer, est un acteur germano-britannique.
Il s'est notamment illustré dans le rôle du général soviétique Anatol Gogol, chef du KGB, dans plusieurs films de James Bond. Outre ce personnage récurrent, Walter Gotell a tourné dans plus de 140 films ou séries TV. Il est apparu à deux reprises dans la série MacGyver sous les traits de personnages soviétiques : le général Barenov et un voyant dénommé Starkoss.
Sa carrière cinématographique s'étend sur 55 ans, commençant en 1942 pour se terminer en 1997, année de sa mort.

## Filmographie sélective
Dans les films de James Bond
- 1963 : Bons baisers de Russie de Terence Young (VF : Henry Djanik) : Morzeny, un agent de Blofeld
- 1977 : L'Espion qui m'aimait de Lewis Gilbert (VF : Yves Barsacq) : Général d'armée Anatol Alexis Gogol, directeur du KGB
- 1979 : Moonraker de Lewis Gilbert (VF : Yves Barsacq) : idem
- 1981 : Rien que pour vos yeux de John Glen (VF : Raoul Delfosse) : idem
- 1983 : Octopussy de John Glen (VF : Serge Nadaud) : idem
- 1985 : Dangereusement vôtre de John Glen (VF : Serge Nadaud) : idem
- 1987 : Tuer n'est pas jouer de John Glen (VF : Roger Rudel) : Général d'armée Anatol Alexis Gogol, Ministre des Affaires Étrangères d'URSS

Autres films
- 1951 : L'Odyssée de l'African Queen de John Huston
- 1954 : Duel dans la jungle (Duel in the Jungle) de George Marshall
- 1959 : Larry agent secret
- 1961 : Les Canons de Navarone (VF : Howard Vernon)
- 1961 : Le Narcisse jaune intrigue Scotland Yard
- 1962 : Astronautes malgré eux (VF : Henry Djanik)
- 1963 : Les 55 jours de Pékin (VF : Yves Brainville)
- 1963 : Lancelot chevalier de la reine (VF : Jacques Deschamps)
- 1965 : L'Espion qui venait du froid
- 1968 : Attaque sur le mur de l'Atlantique (VF : Jean Berger)
- 1969 : Le Gang de l'oiseau d'or (VF : René Arrieu)
- 1977 : Black Sunday (VF : Raymond Loyer)
- 1978 : Ces garçons qui venaient du Brésil (VF : André Valmy)
- 1979 : Cuba (VF : Jacques Harden)

## Télévision
- 1964 : Le Saint : Vol à main armée (saison 3 épisode 11) : Hans Lasser
- 1985 : L'Agence tous risques (saison 4 épisode 3 "Where Is The Monster When You Need Him ?") :  Ramon ‘White Angel’ DeJarro
- 1987 : MacGyver (saison 3, épisode 6 "GX-1") : Starkoss
- 1987 : À nous deux, Manhattan (mini-série) : Jonas Alexander
- 1988 : Star Trek : La Nouvelle Génération (série)
- 1989 : MacGyver (saison 4, épisode 14 "Chasse au trésor") : Général Barenov
- 1995 : X-Files : Aux frontières du réel (saison 3, épisode 2  "Opération presse-papier") : Victor Klemper (fleuriste)